# Moratinos
Moratinos è un comune spagnolo di 79 abitanti situato nella comunità autonoma di Castiglia e León.